# كلارك جنكينز
كلارك جنكينز (بالإنجليزية: Clark Jenkins)‏ هو سياسي أمريكي، ولد في 28 أبريل 1948. حزبياً، نشط في الحزب الديمقراطي. وقد انتخب عضو مجلس ولاية كارولاينا الشمالية.